# Nova Olinda do Norte (kommun)
Nova Olinda do Norte är en kommun i Brasilien.   Den ligger i delstaten Amazonas, i den centrala delen av landet, 1 800 km nordväst om huvudstaden Brasília. Antalet invånare är 30 761.
Följande samhällen finns i Nova Olinda do Norte:
- Nova Olinda do Norte

I omgivningarna runt Nova Olinda do Norte växer i huvudsak städsegrön lövskog. Runt Nova Olinda do Norte är det mycket glesbefolkat, med 5 invånare per kvadratkilometer.